# Walter Traut
Walter Traut (né le 19 septembre 1907 à Innsbruck, mort le 6 septembre 1979 à Munich) est un producteur de cinéma autrichien.

## Biographie
Skieur expérimenté, Traut rejoint l'équipe du cinéaste de montagne Arnold Fanck en 1927. Il travaille comme cascadeur dans Le Grand Saut et Tempête sur le mont Blanc. Il passe au domaine technique et assume diverses tâches, par exemple en tant que directeur de production pour La Lumière bleue ou en tant qu'assistant caméra pour SOS Eisberg, et occasionnellement en tant que directeur de la photographie.
À partir du début des années 1940, il organise la production cinématographique dans diverses fonctions. Traut travaille particulièrement avec Leni Riefenstahl. Après la Seconde Guerre mondiale, il est à plusieurs reprises impliqué dans les projets de Paul May, en particulier dans sa trilogie 08/15. Il meurt six semaines après avoir accidentellement bu un détachant contenant du perchloroéthylène.

## Filmographie
- 1930 : Tempête sur le mont Blanc
- 1934 : Palos brudefærd (da)
- 1935 : Le Triomphe de la volonté
- 1936 : Die Kopfjäger von Borneo (de)
- 1936 : Jugend der Welt
- 1938 : Les Dieux du stade
- 1940 : Osterskitour in Tirol
- 1940 : ABC im Schnee
- 1941 : Wehrmachtsfilm
- 1943 : Josef Thorak, Werkstatt und Werk
- 1944 : Arno Breker - Harte Zeit, starke Kunst
- 1948 : Zehn Jahre später
- 1949 : Bergkristall
- 1950 : Sous la rafale (de)
- 1952 : Hinter Klostermauern (de)
- 1953 : Ave Maria
- 1954 : 08/15
- 1954 : Tiefland
- 1955 : L'Espion de Tokyo (de)
- 1955 : 08/15 s'en va-t-en-guerre
- 1955 : 08/15 Go Home
- 1956 : Weil du arm bist, mußt du früher sterben (de)
- 1956 : Cerises dans le jardin du voisin
- 1956 : Wo die alten Wälder rauschen (de)
- 1956 : Das alte Försterhaus (de)
- 1957 : La Nuit quand le diable venait
- 1957 : Le Médecin de Stalingrad
- 1958 : Die Landärztin (de)
- 1958 : Der Haustyrann (de)
- 1960 : Faust
- 1970 : Hurra, unsere Eltern sind nicht da (de)
- 1970 : Nachbarn sind zum Ärgern da (de)
- 1971 : Wer zuletzt lacht, lacht am besten (de)
- 1971 : Tante Trude aus Buxtehude
- 1971 : Hilfe, die Verwandten kommen (de)
- 1971 : Die tollen Tanten schlagen zu (de)
- 1971 : Verliebte Ferien in Tirol
- 1971 : Sie liebten sich einen Sommer (de)
- 1972 : Les Émotions particulières
- 1972 : Mensch ärgere dich nicht (de)